# 강성진 (축구 선수)
강성진(姜成進, 2003년 3월 26일 ~ )은 대한민국의 축구 선수로 현재 수원 삼성 블루윙즈에서 공격수로 뛰고 있다.

## 어린 시절
축구를 처음 시작한 것은 5살 때로 아버지를 따라 축구를 한 것은 계기로 서울신정초등학교 진학 후 해당 학교의 축구부에 입단하게 되면서 본격적으로 축구를 배우기 시작했다. 서울신정초등학교에서의 활약을 바탕으로 신정초 동문인 서재민, 황도윤 선수와 함께 FC 서울의 U-15팀인 오산중학교 축구부에 입단하게 되었다.
초등학교 시절에는 EPL도 간단히 진출할 수 있을거라고 생각했었지만 오산중학교 축구부 입단하게 된 후에는 계속해서 좋지 않은 모습들을 여럿 보여주고 계속해서 단점들을 지적 당해 국내리그인 K리그는 고사하고 고등학교 진학은 할 수 있을지에 대해 불안해하기 시작했다. 하지만 당시 축구부 감독이였던 김영진 감독의 계속된 지도의 강성진 선수 본인의 노력 덕분에 경기중 경기 흐름을 읽지 못하고 계속해서 공을 끌다가 뺏기는 등의 좋지 않은 모습들은 점차 고쳐지고 3학년이 되었을 때는 자신감도 되찾게 되고 드리블을 좋아하는 그는 세계 최고의 크랙 중 한 명인 네이마르를 롤모델로 삼으며 오산중의 핵심 선수가 되어 있었다.

## 구단 경력

### FC 서울
이후에도 핵심 선수로 FC 서울의 유스팀에서 활약하던 강성진 선수는 오산고등학교 3학년 재학 중 2021년 준프로계약 제도를 통해 입단하면서 FC 서울 역사상 최초의 준프로계약 선수라는 기록을 세웠다.
그리고 2021년 3월 10일 성남 FC와의 2021년 K리그1 3라운드 경기에서 프로 데뷔전을 치르면서 2019년 수원 삼성 블루윙즈의 오현규 이후 2년만에 최연소 출전 기록을 새롭게 작성하였다.

## 국가대표팀 경력

### 대한민국 U-17
2018년부터 2019년까지 U-17 대표팀에서 7경기 5골의 준수한 성적을 거두었지만 2018년 AFC U-16 챔피언십과 2019년 FIFA U-17 월드컵 명단에는 아쉽게 발탁되지 못했다.

### 대한민국 U-20
2022년 3월 김은중 감독이 이끄는 U-20 대표팀에 발탁된 뒤 29일 대구 FC의 홈 구장인 DGB대구은행파크에서 열린 인도네시아와의 친선 경기에 오른쪽 윙어로 선발 출격하여 해당 연령 대표팀 데뷔골을 신고했다.
그리고 이듬해에 열린 2023년 AFC U-20 아시안컵 엔트리에 합류한 이후 5경기(2경기 선발, 3경기 교체)에서 2골 1어시스트를 기록하면서 준결승 진출과 동시에 팀 통산 16번째 U-20 월드컵 본선 진출에 기여했고 같은 해 5월에 열린 2023년 FIFA U-20 월드컵 본선에서도 7경기 중 6경기에 선발 및 교체로 출전하여 대한민국의 FIFA 주관 남자 대회 통산 5번째이자 U-20 월드컵 통산 3번째 준결 진출에 이바지하는 맹활약을 펼쳤다.

### 대한민국 A대표팀
2022년 EAFF E-1 풋볼 챔피언십을 앞둔 7월 11일 파울루 벤투 감독이 이끄는 A대표팀에 처음으로 발탁된 후 중국과의 1차전에서 국제 A매치 데뷔전을 치러 팀의 3-0 완승에 일조했고 이어 벌어진 홍콩과의 2차전에서는 A매치 데뷔골을 멀티골로 장식하며 3-0 완승을 이끌었지만 팀은 최종전에서 일본에 0-3으로 패하며 동아시안컵 4연패 달성에 실패했다.

### 국가대표팀 득점 기록
| # | 경기일     | 경기장소     | 상대팀 | 득점 | 결과 | 비고                          |
| - | ---------- | ------------ | ------ | ---- | ---- | ----------------------------- |
| 1 | 2022/07/24 | 일본, 도요타 | 홍콩   | 1-0  | 3-0  | 2022년 EAFF E-1 풋볼 챔피언십 |
| 2 | 2022/07/24 | 일본, 도요타 | 홍콩   | 3-0  | 3-0  | 2022년 EAFF E-1 풋볼 챔피언십 |

## 플레이 스타일
왼발잡이 윙포워드로 양쪽 측면에서 직선적인 드리블로 상대를 괴롭히며 동료에거 찬스를 만들어주는 스타일이다.

## 수상

### 대회 기록
대한민국 U-20 축구 국가대표팀 (2022 ~ )
- FIFA U-20 월드컵 ● 4위: (2023)

대한민국 축구 국가대표팀 (2022 ~ )
- EAFF E-1 풋볼 챔피언십 ● 준우승: (2022)

### 개인 수상
- K리그 주니어 득점왕: 2020

## 평가
1대1이나 왼발 킥 능력에서 확실한 장점이 있는 선수죠. 아시안컵에서 멋진 골도 넣었지만, 그 이상으로 더 해줄 수 있는 충분한 재능과 잠재력을 가진 선수예요.' – 김은중 (U-20 대표팀 감독)
'성진이형은 마인드가 항상 긍정적이고 운동도 성실하게 해요. 같은 팀에 뛰면서, 프로답게 관리를 잘하는 선수라고 느꼈어요.' – 조영광 (팀동료)
'제가 매탄고(수원삼성 U-18) 출신이다 보니 오산고(FC서울 U-18)와 라이벌이었어요. 오산고에서 강성진만 막으면 이긴다고 생각할 정도로 영향력이 컸던 선수예요.' – 문현호 (국가대표팀 동료)

'개인 능력이 대단하고, 파괴력 있는 형이죠. 경기장 밖에서는 동생들을 잘 챙기는, 착하고 순한 형이에요.' – 이승준 (팀동료)

## 기타
- '펭펭이' 라는 펭귄 인형을 항상 들고 다닌다고 한다. U-20 월드컵 때도 챙겨갔다고 한다.[9]

## 참고 자료
- '슈퍼 크랙' 강성진, U-20 에이스의 계보를 잇다.